# Tien len
Tien len är ett kortspel som kan sägas vara Vietnams nationalkortspel.
Spelet går ut på att spelarna ska bli av med korten på handen genom att lägga ut kort med högre valör, alternativt kort med samma valör men i en högre rankad färg, än närmast föregående utlagda kort. Den som börjar spela ut kan, i stället för att lägga ett enstaka kort, välja att lägga två eller flera, om de är av samma valör eller bildar en sekvens på minst tre kort i samma färg. I så fall måste de andra spelarna svara med samma slag av kombination. Den spelare som inte kan lägga ut något kort blir överhoppad, och den som lagt kort som ingen kan gå över får göra ett nytt utspel. 
En spelare som blivit av med alla sina kort utgår ur spelet. Den som sist är kvar är spelets förlorare.